# Беренгар (граф Гессенгау)
Беренга́р (нем. Berengar, ок. 835 — 879/882) — граф в Гессенгау, маркиз Нормандской Нейстрийской марки 861—865, третий сын Гебхарда I, графа в Лангау, и сестры Эрнста I, графа Баварского Нордгау.

## Биография
Впервые в исторических источниках Беренгар упомянут 7 июня 860 года, когда он выступал в качестве свидетеля при подписании в монастыре Святого Кастора в Кобленце мирного договора между королём Восточно-Франкского королевства Людовиком II Немецким и королём Западно-Франкского королевства Карлом II Лысым. Возможно, тогда Беренгар обладал графскими правами в Гессенгау, однако неизвестно, какие именно территории входили в состав его владений.
Однако уже в 861 году Беренгар вместе с братьями Удо и Вальдо Аббатом попал в немилость у короля Людовика Немецкого. Точные причины этого не известны. Некоторые историки полагают, что они оказались замешаны в восстании Карломана, одного из сыновей короля Людовика, против отца. Братья по своей матери, сестре графа Нордгау Эрнста I, они находились в свойстве с Карломаном, женатым на дочери Эрнста, и вполне могли принять участие в восстании. Однако существует и другая точка зрения, по которой немилость была связана с агрессивной западной политикой короля Людовика, которая вызвала его конфликт со многими знатными родами. В итоге, братья вместе на рейхстаге в Регенсбурге в апреле 861 года были лишены своих владений.
Первоначально братья попытались найти убежище в Лотарингии у своего родственника Адаларда, бывшего сенешаля императора Людовика Благочестивого, в это время служившего королю Лотарю II. Однако вскоре они вместе Адалардом были вынуждены бежать в Западно-Франкское королевство, где были приняты при дворе короля Карла II Лысого.
В том же 861 году Карл для защиты Нейстрии от викингов образовал две Нейстрийские марки. Правителями одной из них, Нормандской марки, были назначены Удо, Беренгар и Адалард. Однако это назначение вызвало зависть представителей могущественного рода Роргонидов, которые занимали главенствующее положение в этих местах и считали эту область своей. В результате граф Мэна Роргон II вместе с братом Гозфридом объединились с королём Бретани Саломоном и напали на марку. Для того, чтобы достигнуть мира, Карл был вынужден передать Нормандскую марку Гозфриду.
В 866 году ещё один сын Людовика Немецкого, Людовик III Младший, который также восставал против отца, обещал братьям вернуть их владения за поддержку против отца. В итоге после смерти Людовика Немецкого в 876 году братья смогли вернуться в Восточно-Франкское королевство. В этом же году Беренгар упомянут как гауграф в саксонском Гессенгау. В одном из документов Людовика III говорится, что владения Беренгара распространялись от Варбурга до Вельды. В 879 году он вместе с братьями упомянут в акте об основании монастыря Гемюнден.
Больше сведений о Беренгаре нет. Согласно некрологу кафедрального собора в Вердене Беренгар умер 14 или 15 июня.

## Брак и дети
Имя и происхождение жены Беренгара неизвестно. Дети:
- Хильдеберт[5]
- Беренгар (ум. до 18 сентября 882)[5]

Также возможно, что дочерью Беренгера была Ода, жена императора Арнульфа Каринтийского. Гипотезу о том, что Ода происходила из рода Конрадинов, выдвинул Кристиан Сеттипани на основании акта Арнульфа, датированного 19 мая 891, в котором он называет племянником будущего короля Конрада I Франконского, однако родство могло быть и по другой линии. Эдуард Хлавичка предположил, что она могла быть дочерью Беренгара, но документального подтверждения этой гипотезы не существует.